# Pauli Arbarei
Pauli Arbarei ist eine italienische Gemeinde (comune) mit 546 Einwohnern (Stand 31. Dezember 2023) in der Provinz Medio Campidano auf Sardinien. Die Gemeinde liegt etwa 28 Kilometer nordöstlich von Villacidro und etwa 11,5 Kilometer nordnordöstlich von Sanluri.